# (500054) 2011 UE135
(500054) 2011 UE135 es un asteroide perteneciente al cinturón de asteroides, descubierto el 10 de diciembre de 2005 por el equipo del Spacewatch desde el Observatorio Nacional de Kitt Peak, Arizona, Estados Unidos.

## Designación y nombre
Designado provisionalmente como 2011 UE135.

## Características orbitales
2011 UE135 está situado a una distancia media del Sol de 2,134 ua, pudiendo alejarse hasta 2,480 ua y acercarse hasta 1,788 ua. Su excentricidad es 0,162 y la inclinación orbital 2,556 grados. Emplea 1139,06 días en completar una órbita alrededor del Sol.

## Características físicas
La magnitud absoluta de 2011 UE135 es 18,2.